# Krátkochvosti
Krátkochvosti (Schizomida) jsou řád pavoukovců povrchně připomínající pavouky. Obecně jsou menší než 5 mm na délku. Od roku 2005 bylo popsáno více než 230 druhů tohoto řádu po celém světě, většina patří do čeledi Hubbardiidae.

## Anatomie
Jsou to relativně malí pavoukovci s měkkým tělem. Hlavohruď (cephalothorax) mají rozdělen do tří částí na velké protopeltidium a menší párová mesopeltidia a metapeltidia. Každá část je pokryta deskami. Jméno znamená "rozděleni nebo rozštípáni ve středu" a odkazuje na hruď (thorax), který je rozdělen na dvě samostatné desky.
Břicho (opisthosoma) je hladké, má tvar oválu a je z dvanácti rozeznatelných segmentů. První segment je redukován a tvoří pedicel, zatímco poslední tři jsou zúžené a tvoří pygidium. Poslední segment nese krátký ocas nebo bičík a skládá se z více než čtyř částí.
Jako u příbuzných řádů krátkochvosti používají jen šest noh pro chůzi, mají upravené své první dvě nohy, aby sloužily jako smyslové orgány. Také mají velká dobře vyvinutá makadla (pedipalpy) těsně před smyslovýma nohama. Zadní nohy mají uzpůsobeny pro skákání jako součást jejich únikové reakce, když jsou ohroženi. Nemají žádné skutečné oči, ale několik druhů má zakrnělé světločivné skvrny schopné rozeznávat světlo od tmy.

## Výskyt
Jsou to obecně tropičtí tvorové, ačkoli některé populace byly nalezeny i v Kalifornii a Arizoně. Raději žijí v horní vrstvě půdy a v dutinách pod kmeny a skalami, kde se mohou vyhnout vysušení. Vyhledávají vodu a vyhýbají se světlu. Některé druhy obývají jeskyně a několik z nich žije v nebo v blízkosti termitiště nebo mravenčích kolonií. Do České republiky byl zavlečen druh Stenochrus portoricensis, jenž byl objeven ve skleníku botanické zahrady v Brně, kde se rozmnožuje partenogeneticky a v rámci Evropy se tento introdukovaný druh vyskytuje též výhradně ve sklenících. Původně jihomexický Stenochrus portoricensis je jediný zástupce řádu Schizomida v Česku.